# Sociedad Internacional de Biología Computacional
La Sociedad Internacional de Biología Computacional (en inglés: International Society for Computational Biology, sigla ISCB) es una sociedad científica formada por investigadores en biología computacional y bioinformática. La sociedad --con sede en Leesburg, Virginia (Estados Unidos)-- fue fundada en 1997 para proporcionar una estabilidad financiera a la conferencia Intelligent Systems for Molecular Biology (ISMB) y posteriormente ha crecido hasta convertirse en una sociedad estable que trabaja para avanzar hacia la comprensión de sistemas de vida a través de la computación y para comunicar avances científicos en todo el mundo.
Además del ISMB, la sociedad también organiza conferencias y otorga varios premios científicos anuales, como el premio Overton. Su presidenta es Christine Orengo.

## Miembros
- Christine Orengo[4]
- Mijaíl Guelfand[5]